# Bobrowniki (województwo mazowieckie)
Bobrowniki (alt. Bobrowniki nad Radomką) – wieś sołecka w Polsce położona w województwie mazowieckim, w powiecie kozienickim, w gminie Głowaczów.
| SIMC    | Nazwa      | Rodzaj    |
| ------- | ---------- | --------- |
| 0619165 | Przyluśnia | część wsi |
| 0619171 | Zaluśnia   | część wsi |

Wieś szlachecka  położona była w drugiej połowie XVI wieku w powiecie wareckim  ziemi czerskiej województwa mazowieckiego. Do 1954 roku istniała gmina Bobrowniki nad Radomką. W latach 1954–1959 wieś należała i była siedzibą władz gromady Bobrowniki, po jej zniesieniu w gromadzie Miejska Dąbrowa. W latach 1975–1998 miejscowość administracyjnie należała do województwa radomskiego.
Wierni kościoła rzymskokatolickiego należą do parafii św. Wawrzyńca w Głowaczowie.